# Béatrice Kindja Mwendanga
Béatrice Kindja Mwendanga, née le 27 août 1964 à Kabare[réf. nécessaire], est une femme politique congolaise, ministre provinciale de la santé dans la province du Sud-Kivu.

## Biographie
Pendant plusieurs années, elle est questeur de l’assemblée provinciale du Sud-Kivu.
Sociologue de formation, elle a fait son entrée dans le deuxième gouvernement provincial du Gouverneur Théo Ngwabidje Kasi en 2021 en tant que commissaire générale chargée du genre, famille, affaires sociales et relations avec les partenaires. Elle est nommée est ministre provinciale chargée de la santé et affaires humanitaires le 28 avril 2023,
Elle est engagée sur les questions de l’élimination de toutes les formes de discrimination à l’égard des femmes, et milite pour que les femmes soient à l’abri de toute forme de discrimination avec des interventions et/ou actions visant à mettre fin aux discriminations pour parvenir à l’égalité entre hommes et femmes en leur garantissant le même accès à la vie politique, et les mêmes chances en matière d’éducation, de santé et d’emploi.
Elle est députée provinciale pour le Sud Kivu, élue de la circonscription électorale de la ville de Bukavu.